# Front comtois
Cet article possède un paronyme, voir Franc-comtois (homonymie).
Le Front comtois est un mouvement de jeunesse d’extrême droite, de type identitaire. Ce groupe déclare avoir pour but la revalorisation de la culture et de l'identité franc-comtoise en remettant au goût du jour la plupart des traditions de cette région et en stoppant l’immigration. Selon de très nombreux médias, institutions, associations et partis politiques le mouvement veut rejeter toutes les personnes étrangères extra-européennes et la totalité des musulmans et des juifs de la région, le parti souhaitant une « nation blanche, européenne et chrétienne ». Le rétablissement de la peine de mort en France, l’abolition des lois autorisant l’IVG ainsi que la défense de l’écologie et l’anti-mondialisme font partie des valeurs et idées du Front comtois, et le mouvement les assume publiquement dans la plupart des cas. 
Afin de se faire connaître, le mouvement organise de rares manifestations dans les rues et procède également à des affichages s'en prenant à l'islam et à l'immigration. Il participe également à des réunions et colloques dans toute la France. Comptant entre 30 et 100 membres, le Front comtois a aussi fait son entrée en politique en présentant lors des régionales de 2010 une liste « La ligue comtoise, non aux minarets » avec d’autres partis identitaires qui a obtenu 2,46 % des suffrages.

## Présentation
Le Front comtois est un mouvement de jeunesse et politique, de type identitaire faisant partie de l'extrême droite ; le seul de cette catégorie en Franche-Comté. Il est présent sur toute la Franche-Comté et particulièrement au nord, mais ne possède pas de siège. 
Le principal symbole du Front Comtois est un blason largement inspiré des armoiries de la Franche-Comté, qui se compose en effet du lion d'or d'Othon rampant, armé et lampassé de gueules et le tout semé de billettes d'or sans nombre ; la différence est que le fond est noir et tapissé de la croix de Bourgogne/Franche-Comté, symbole patriote anti-français d'origine. La devise de la Franche-Comté, à savoir Comtois, rends-toi ! Nenni, ma foi !, est également souvent arborée par le mouvement, de même que la croix celtique (considérée comme un symbole fasciste et nazi faisant l'éloge notamment, de la suprématie de la race blanche). Pour se faire connaître, le mouvement organise des manifestations ainsi que des collages d'affiches islamophobes et anti-immigration dans les principales villes de la région (Besançon, Montbéliard, Dole, Vesoul et Belfort) et dans des zones plus rurales notamment dans la Haute-Saône et dans le Doubs. 
Fréquemment le groupe participe à des rassemblements de l'extrême droite essentiellement à Paris afin de s'inspirer, d'être conseillé sur ses méthodes d'action, de donner son avis, de diffuser ses idées et accroître son influence. Il aurait de ce fait trouvé un écho en Bourgogne et en Alsace. Le Front Comtois entretient des liens étroits avec d'autres mouvances, tel que le Mouvement national républicain (MNR), la Nouvelle droite populaire (NDP), le Parti de la France (PDF) ou plus récemment la Troisième voie. Le principal site Internet consacré au Front Comtois est le site du mouvement, régulièrement alimenté par des articles sur les principales idées du groupe ainsi que sur ses actions et ses projets ; articles que les visiteurs peuvent commenter. Le Front comtois fait partie de l'Union de la droite nationale.

## Histoire
Le Front comtois (anciennement Jeunesses identitaires de Franche-Comté) est un mouvement issu du Bloc identitaire fondé en 2005, avant de devenir le Front Comtois en 2009. En effet, l'ancien parti dut se dissoudre à la suite de la profanation de la mosquée de Belfort en octobre 2006, juste avant l'Aïd el-Fitr ; une tête de porc avait été retrouvée dans l'édifice en construction, ainsi que du sang de cet animal sur un des murs accompagné d'inscriptions à connotation raciste. Après des soupçons à l'égard de membres des Jeunesses identitaires de Franche-Comté, une décision préfectorale met un terme au groupe et le Front comtois prend naissance en réaction. Il est reconnu comme association loi de 1901 et rassemblerait aujourd’hui entre une trentaine et une centaine de militants à travers la Franche-Comté. Gaëtan Perret est le responsable du mouvement ; il est également l'un de ses fondateurs avec Paul-Arnaud Croissant. Les premières actions du Front comtois ont consisté de mars à juin 2009 en des manifestations à Dole et à Belfort contre des réunions du Réseau éducation sans frontières, les membres étant revêtus de masques de porcs et effrayant les passants. Lors de l'élection régionale de 2010 en Franche-Comté, le groupe s’associe à d'autres partis pour former la « Ligue comtoise » mais son score au premier tour (environ 2,5 %) montre que son influence politique est très marginale (voir la section détaillée à ce sujet). 

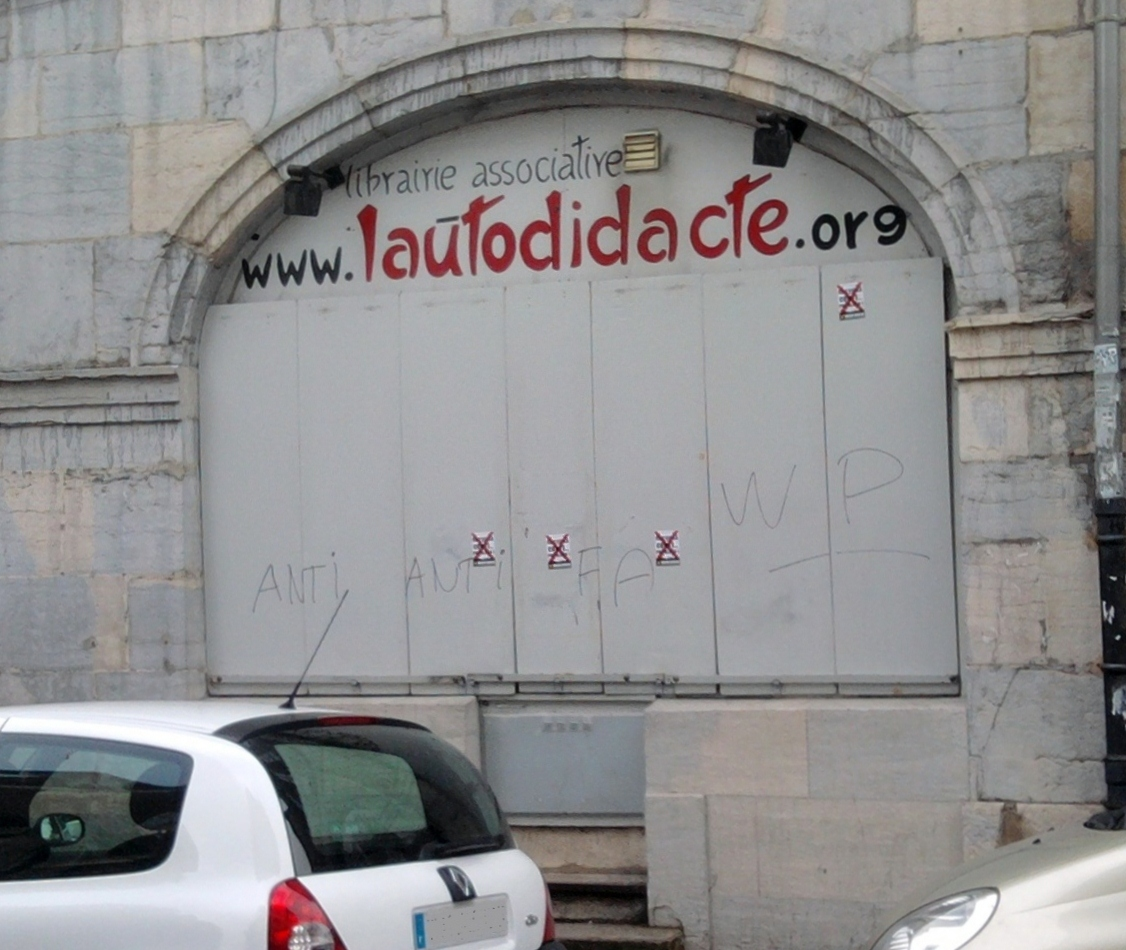
La librairie « l'autodidacte » de Besançon, librairie de la Fédération Anarchiste, vandalisée par le Front comtois notamment par des graffitis « WP » (White power). Les dégradations ont été effacées le lendemain

Le 20 novembre 2010, plusieurs membres du Front comtois ont participé à une prière anti-avortement organisée par des catholiques intégristes à la cathédrale Saint-Jean, avec des groupuscules d'extrême droite et le groupe anti-avortement S.O.S. Tout-petits. S’est alors tenu à Besançon un contre-rassemblement organisé par le Scalp et déposée par la CNT réunissant environ 200 personnes ; le cortège a rencontré place de la Révolution une trentaine de membres du Front comtois qui, sans la police, auraient pu être maltraités. Les membres ont été finalement escortés par les forces de l’ordre, hors des zones de manifestation. Ce fut l'action la plus importante organisée à Besançon par le mouvement, avec le déploiement de banderoles « Islam hors d'Europe » ou « Maîtres chez nous » sur de grands axes de la ville. 
Plusieurs autres manifestations du groupuscule ont défrayé la chronique locale, notamment une réunion avec Serge Ayoub à Montbéliard le 20 janvier 2011. Dans une salle louée par la ville au Front comtois, se tient officiellement « une conférence pour parler du combat nationaliste,. » Une manifestation antifasciste s'est alors déroulée place Denfert-Rochereau sous l'égide du Scalp, de la FSU ainsi que de la CGT qui avaient déclaré dans un communiqué : « Malgré plusieurs alertes de différents groupes antiracistes, la mairie persiste à prêter la salle pour la troisième fois à un groupuscule d'extrême droite : le Front Comtois, qui avant de vouloir s'approprier la classe ouvrière, s'est déjà approprié le terroir comtois ; en effet, c'est grâce à cette couverture de défense du patrimoine que le groupe se camoufle et peut ainsi obtenir une salle ». Entre 150 et 200 personnes venant de Montbéliard, de Besançon et du reste de la région Franche-Comté et même de Saint-Étienne ont alors tenté de perturber la réunion du Front comtois, qui sans la protection de policiers auraient pu être chahutés ; ce fut d'ailleurs le cas de trois jeunes du groupuscule d'extrême droite qui furent frappés avant que les forces de l'ordre ne s'interposent.
En février 2010, le mouvement fut accusé d'avoir tagué une librairie anarchiste et un ancien squat autogéré de Besançon, ou encore d'avoir piraté le blog du Scalp de Besançon durant la même nuit. Fin 2010, le journal Le Post révèle que l’un des membres de la liste « La ligue comtoise, non aux minarets » et adhérent du Front comtois a acheté un grand nombre de bombes lacrymogènes. 
En février 2011, le groupuscule a fait l'objet d'une plainte par plusieurs associations et syndicats à cause de certains éléments de son site, en parallèle à une enquête ouverte par Thérèse Brunisso, la procureur de la République de Montbéliard, pour incitation à la haine raciale,. Il lui est reproché d'avoir détourné des marques de gastronomie comtoise pour une publicité aux relents racistes : les patrons interrogés à ce sujet se sont dits « scandalisés » et envisageaient de porter plainte. À la suite de cette affaire, le maire de Montbéliard, Jacques Helias, a décidé de ne plus louer de salles au groupe, et notamment le local que l’association avait sollicité pour organiser un grand repas le 19 février et qui se trouve à côté de la mosquée de Montbéliard. Puis, le 19 mars 2011, un concert rock anticommuniste organisé par le mouvement à Épenoy comme une fête d'anniversaire, est mis en cause et qualifié de manifestation nazi notamment par les médias, et est interdit,.
Le 8 octobre 2011, le mouvement s'est illustré lors d'une grande manifestation impliquant plusieurs organisations d'extrême-droite à Lille, sans accrochages malgré une contre-manifestation des groupes d'ultra-gauche. Puis le site du groupe est piraté, le contenu est remplacé par une vidéo du chanteur Lotfi Bouchnak. Le procès consécutif à la plainte du 11 février a eu lieu le 8 décembre 2011 au tribunal de grande instance de Montbéliard contre la personne de Gaëtan Perret, qui représente le groupe et dont la défense s'appuyait sur le fait que le groupuscule n'aurait fait que copier des textes sur d'autres sites et surtout de « [n'avoir] voulu blesser personne [et] simplement dénoncer l’islamisme et ses dérives. » Décrit comme « un jeune homme sans emploi, au crâne fraîchement tondu, à la barbichette soigneusement taillée et à la parka militaire », il a été condamné pour « provocation à la discrimination nationale, raciale, religieuse par parole, écrit, image ou moyen de communication au public par voie électronique » à débourser au total 6 402 euros en amende, ainsi qu'en dommages et intérêts et frais de tribunal pour 13 associations qui s'étaient portées parties civiles dans un délibéré rendu le 15 décembre. Plusieurs manifestations et rassemblements avaient eu lieu, et 80 personnes se sont réunies aux abords du tribunal lors du procès, encadrés par une soixantaine de policiers.

## Élections régionales de 2010

### Campagne des régionales de 2010
Lors des élections régionales française de 2010 en Franche-Comté, le Front comtois s’est associé au Mouvement national républicain (MNR), à la Nouvelle droite populaire (NDP) ainsi qu'au Parti de la France (PDF) pour former la « Ligue comtoise » avec en tête Christophe Devillers, et présenter la liste « La ligue comtoise, non aux minarets,,. » Les partis se sont réunis à Besançon le 21 décembre 2009, afin de désigner les têtes de liste régionale et les leaders des sections départementales, d'élaborer la liste régionale et d'étudier les principaux axes de campagne.
Dans un communiqué, la nouvelle coalition déclare que la constitution de cette liste est « dans une démarche de rassemblement de la droite nationale, patriotique et identitaire face aux vieux partis du système » et que cette démarche de bon sens leur a fait obtenir du soutien de nombreux sympathisants, dont des membres du Front national « qui sont en rupture de ban avec les méthodes du couple Sennerich-Montel » et ajoute qu'un des souhaits de la ligue serait de « transformer cette élection en référendum local contre les  minarets et plus généralement contre l'islamisation de notre société dans le but d'éveiller les consciences et de répondre au mépris affiché par le pouvoir qui ne cesse d'ignorer la volonté du peuple souverain. » s'inspirant du récent vote suisse sur le sujet.
Après la publication du communiqué sur la création de la ligue et sur les membres de la liste, le Front National, en la personne de Sophie Montel, a fait part de son interrogation quant à la présence de l’épouse d’un conseiller régional UMP sur cette liste, et a de ce fait demandé des éclaircissement à Alain Joyandet. Elle s'est demandé si la ligue « roulait pour l’UMP » à cause de ce membre précis qui pourrait fournir un soutien après des difficultés pour constituer la liste, mais aussi parce que Christophe Devillers avait été exclu du Front National, avant d'avoir été au Mouvement pour la France puis au Parti de la France. Elle a de ce fait questionné Alain Joyandet, pour savoir si d'éventuels liens entre son mouvement et cette ligue existent. La liste étant enregistrée, elle reçoit la quatrième place sur les panneaux électoraux après que la commission de la préfecture a tiré au sort l’ordre dans lequel les candidats  s’affichent et placardent des affiches aux slogans explicites, tels que « Ni minarets, ni burqas » ou encore « Islam, hors d'Europe ».
Christophe Devillers exprime lors d'un communiqué son intention de lutter contre l'islamisation de la société : « dans la région, il y a un minaret, une cinquantaine de mosquées et de nombreux lieux de prière non recensés qui s’imposent à nous [...] mais nous ne sommes pas là pour faire sauter les minarets qui existent, mais nous n’en voulons pas plus », puis l’Alsacien Robert Spieler, délégué général de la Nouvelle droite populaire ajoute « nous sommes le dos au mur ; ils sont devant nos portes et certains sont déjà dans nos murs, et nous ne pouvons pas accepter une Franche-Comté turque, une France algérienne, une Europe africaine. » Le tête de liste dénonce également le « terrorisme intellectuel » du PS et de l’UMP et « le fossé grandissant entre les électeurs et les politiques » arguant que « les cités sont toujours aussi sales, malgré le Kärcher de Nicolas Sarkozy » et précisant que sa liste n'était pas un sous-marin de la majorité présidentielle et que les « attaques hystériques » de Sophie Montel ont rendu service à la Ligue, décrivant le Front National comme « un parti moribond qui a perdu 50 % de ses électeurs [et dont] l’absentéisme au conseil régional a de graves conséquences. » Il ajoute « nous ne sommes pas des politiciens professionnels, nous n’avons pas les mêmes compétences, mais si nous sommes élus nous ferons un audit sur l’ensemble des dossiers en cours. »
Christophe Devillers termine en esquissant quelques points de son programme : mettre fin aux subventions de toutes les associations faisant la promotion des cultures extra-européennes ; arrêter le clientélisme de la gauche ; créer des référents sécurité dans les établissements scolaires ; réserver les aides sociales aux familles françaises ; mettre en place une politique d'agriculture biologique dans la région ; préserver le droit de chasse et de pêche, ou encore imposer la relocalisation. Aussi, la ligue s'est engagée, en cas de victoire, à mettre en place des effectifs et matériels supplémentaires pour les TER de la région, la mise en place d'un audit de la formation professionnelle et d'une adéquation entre filières proposées et débouchés, de soutenir le développement de l’agriculture bio et de développer des pôles d’attractivité et la création d’un service d’aide pour les victimes de délinquants non solvables. Le site d'information en ligne MaCommune.info fait le point sur les sites internet des listes franc-comtoises : il juge celui de la ligue comtoise rudimentaire, expliquant qu'on y trouve seulement quelques communiqués et les liens vers les partis qui composent la liste, et que de nombreuses rubriques sont vides, et notamment celle de la présentation du groupe, ou renvoient sur des tracts déjà présents par ailleurs sur le blog. Bien que des Francs-Comtois aient tenté de faire invalider la liste, la préfecture du Doubs a indiqué dans un communiqué que « le dépôt de candidature de la liste La ligue comtoise, non aux minarets a été effectué le 12 février 2010 dans des conditions conformes au code électoral, ». À quelques jours du premier tour, les prévisions font état de 1 % des intentions de vote en faveur de la ligue bien loin des autres listes.

### Résultat des élections régionales de 2010
La liste obtient 9 820 voix, soit un total de 2,46 % des suffrages au niveau régional, qui se décomposent ainsi : 4 210 voix soit au total 2,42 % dans le Doubs, 2 074 soit 2,34 % des voix dans le Jura, 2 108 voix soit 2,26 % dans la Haute-Saône et 1 428 voix soit 3,33 % dans le Territoire de Belfort. À Besançon, elle obtient 412 voix soit 1,34 % des suffrages, 115 voix soit 2,17 % à Pontarlier, 180 voix soit 2,94 % à Montbéliard et 42 voix soit 0,84 % à Vesoul. La ligue comtoise ne participe donc pas au deuxième tour de ces élections ; le FN, l'UMP et le PS y accèdent, et c'est finalement Marie-Guite Dufay (PS) qui les remporte.

## Idéologies

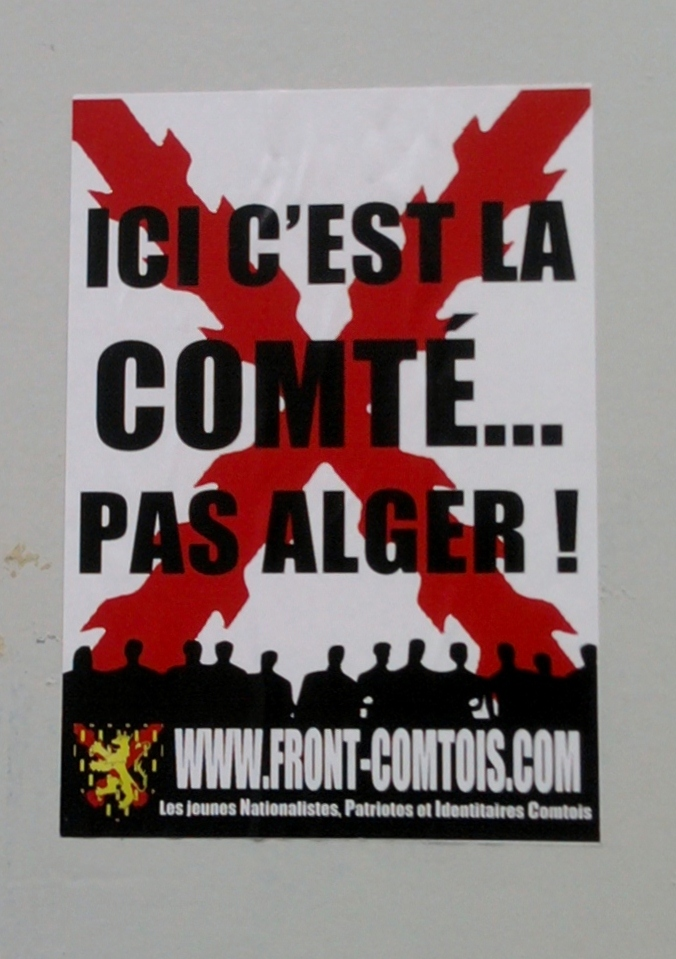
Affiche du Front comtois.

### Selon le Front comtois
D'après le site officiel du Front comtois, le groupe se veut rassembleur de personnes voulant préserver leur identité régionale, nationale et européenne, de sensibilité anti-mondialisme et contre l'immigration en France. L'idéologie du groupe est la préservation de la culture franc-comtoise et la lutte contre ce qui pourrait altérer les valeurs de la région et son identité. Aussi, le front Comtois combat pour le respect de la nature. Les membres du Front comtois se déclarent de confession païenne, chrétienne, athée ou agnostiques et unis autour de « la conscience aigüe que notre peuple est programmé pour la disparition » d'après leur site. Ils s'estiment ni antisémites, ni islamophobes ou xénophobes et non racistes. Le Front Comtois « ne reproche à aucun peuple de vouloir s’imposer et à aucune culture de souhaiter s’étendre, mais blâme leur propre peuple d'avoir renoncé à sa propre survie » et ne se croient pas supérieurs à d'autres cultures ou ethnies. Ils ne nient pas les nombreux faits sinistres de l'histoire de France (esclavage, génocides, collaboration…) mais souhaitent accroître le rayonnement de la Franche-Comté, notamment dans les arts, la science ou la gastronomie. En somme, toujours d'après le site du Front Comtois, leur volonté est de remettre au goût du jour les valeurs, la culture et les traditions franc-comtoises et d'éviter les futurs conflits ethno-religieux symbolisés par une montée en puissance de l'islam en France et une natalité de plus en plus faible des Occidentaux notamment à cause de l'avortement.

### Selon les contemporains
Les idées et intentions du mouvement sont unanimement considérées comme autres que celles affichées et décrites. Un article du Post le désigne comme xénophobe et/ou raciste, islamophobe et antisémite, négationniste, homophobe et anti IVG et par extension anti-progressiste, voire néonazi, particulièrement de par les propos exprimés sur son site,. À l'appui de ses accusations, le journal l'Est républicain a par exemple relevé des phrases sans équivoque : « à nos églises, ils préfèrent leurs mosquées, ils imposent leurs minarets et voilent nos filles [...]. Un jour, il nous faudra reprendre ce qu’ils nous ont volé » ou « islam est égal à islamisme » ajoutant également dans leur argumentation la présence d'affichettes à caractère xénophobe. Le même journal fait état dans un autre article de la présence habituelle sur le site du Front comtois « d'appels au rejet des populations immigrées et à une Europe blanche » et qualifie certains propos comme « intolérables, inqualifiables, insoutenables et répréhensibles par la loi, [incitant] explicitement à la haine raciale et confessionnelle. » Quant à L'Alsace-Le Pays, il décrit le site du Front comtois, sous la plume de José Gonzalvez, comme « [un] brûlot aux sinistres relents racistes, prosélyte d’une Franche-Comté qui serait débarrassée de ses étrangers, surtout Maghrébins, chantre d’une Europe d’où l’islam serait banni. »